# Chertsey Abbey

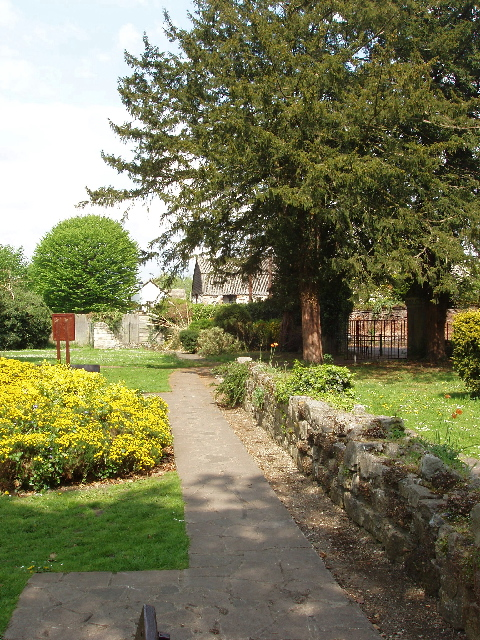
Ruinen von Chertsey Abbey

Chertsey Abbey war ein Benediktinerkloster in der englischen Grafschaft Surrey. Es war dem heiligen Petrus geweiht. 
Gegründet wurde Chertsey Abbey durch den Bischof von London, Erkenwald, im Jahre 666. Sein ursprünglicher Name war Cerotaesei, das heißt Cerots Insel. Seine ersten Besitzungen erhielt es von Ecgberht I., dem König von Kent. Nachdem König Wulfhere von Mercia seinen Einfluss auf Gebiete südlich der Themse ausdehnen konnte, verlieh Frithuwold, der Unterkönig von Surrey, Chertsey ausgedehnte Ländereien zwischen 672 und 674.
Um 870 wurde Chertsey durch Wikinger geplündert, was den Fortbestand der religiösen Gemeinschaft zunächst nicht beeinträchtigte: Auch noch gut zehn Jahre später sind Kleriker in Chertsey bezeugt. Kurz danach erlosch jedoch das religiöse Leben in Chertsey. Erst 964 wurde Chertsey als Kloster neu begründet, nachdem König Edgar von England weltliche Kleriker vertrieben hatte,  und entwickelte sich zu einem bedeutenden Benediktinerkloster im angelsächsischen England. 
Nach der normannischen Eroberung Englands verblieb das Kloster in der Gunst des neuen Herrschers, Wilhelm des Eroberers. Die Gebäude des Klosters verfielen jedoch, da das Kloster nie über dieselben Einkünfte wie andere große Klöster verfügen konnte. Der Wiederaufbau wurde im ersten Jahrzehnt des 12. Jahrhunderts begonnen und mit vielen Änderungen bis zum Ende des 13. Jahrhunderts fortgeführt.
Im Spätmittelalter war das Kloster Chertsey berühmt als Bestattungsstätte König Heinrichs VI., dessen sterbliche Überreste später in die St. Georgs-Kapelle im Schloss Windsor überführt wurden.
Im Zuge der Reformation wurde das Kloster 1537 durch Heinrich VIII. aufgelöst.

## Buchstabenpflaster
In der Ruine fanden sich Reste eines aus Buchstabenziegeln zusammengesetzten Pflasters, das im 13. Jahrhundert nach dem Scrabble-Prinzip verlegt wurde. Da so ein beliebiger Textlaut durch bloße Aneinanderreihung der einzelnen Ziegel erstellt werden kann, handelt es sich laut dem Sprachwissenschaftler Herbert Brekle um eine Frühform des Drucks mit beweglichen Lettern.